# ヨルク代艦級巡洋戦艦
| ヨルク代艦級巡洋戦艦   | ヨルク代艦級巡洋戦艦                                                                    |
| ---------------------- | --------------------------------------------------------------------------------------- |
| ヨルク代艦級完成予想図 |                                                                                         |
| 艦級概観               |                                                                                         |
| 艦種                   | 巡洋戦艦                                                                                |
| 艦名                   | -                                                                                       |
| 前級                   | マッケンゼン級                                                                          |
| 性能諸元               |                                                                                         |
| 排水量                 | 常備：33,000 t                                                                          |
| 全長                   | 227.0 m                                                                                 |
| 全幅                   | 30.4 m                                                                                  |
| 吃水                   | 8.70 m                                                                                  |
| 機関                   | パーソンズ式ギアードタービン4軸、32缶、90,000馬力                                       |
| 最大速力               | 27.5 ノット                                                                             |
| 航続距離               | 8,000浬（14ノット）                                                                     |
| 乗員                   | 1,227名                                                                                 |
| 兵装                   | 45口径38 cm連装砲4基 45口径15 cm単装砲12門 45口径8.8 cm単装砲8門 60 cm水中魚雷発射管6門 |
| 装甲                   | 装甲帯：100 - 300 mm ターレット部：100 mm - 320 mm                                      |

ヨルク代艦級巡洋戦艦（Große Kreuzer der Ersatz Yorck-Klasse）は、ドイツ帝国海軍が第一次世界大戦中に計画した巡洋戦艦である。戦局の悪化により未成で終わった。

## 概要
本級は前級のマッケンゼン級とほぼ同等の能力を持つ。同型艦は3隻。
主砲は新設計の45口径38cm砲で砲撃力の強化がなされている。主機、装甲等はマッケンゼン級とほぼ同様である。

## 同型艦
- ヨルク代艦 （Ersatz Yorck） - ローン級装甲巡洋艦2番艦ヨルクの代替艦。
- グナイゼナウ代艦 （Ersatz Gneisenau） - シャルンホルスト級装甲巡洋艦2番艦グナイゼナウ代替艦。
- シャルンホルスト代艦 （Ersatz Scharnhorst） - シャルンホルスト級装甲巡洋艦1番艦シャルンホルスト代替艦。

## 参考図書
- 「世界の艦船増刊第26集　ドイツ戦艦史」(海人社)